# David Nalbandian
Pour les articles homonymes, voir Nalbandian.
David Pablo Nalbandian, né le 1er janvier 1982 à Córdoba (précisément à Unquillo dans le Grand Córdoba), est un joueur argentin de tennis d'origine arménienne et italienne, professionnel entre 2000 et 2013.
Il a remporté onze titres sur le circuit ATP, dont le Masters en 2005, ainsi que deux Masters 1000, à Madrid puis à Paris-Bercy en 2007.
Considéré comme l'un des joueurs les plus doués de sa génération,,, il a également été finaliste du tournoi de Wimbledon en 2002, demi-finaliste de l'US Open en 2003, de l'Open d'Australie en 2006, et de Roland-Garros en 2004 et 2006, faisant de lui le seul joueur Argentin de l'histoire à être entré dans le dernier carré de chaque tournoi du Grand Chelem, et le seul à avoir rallié une finale à Wimbledon.
Nalbandian atteindra à trois reprises la finale de la Coupe Davis avec l'équipe d'Argentine, en 2006, 2008 et 2011.
Membre du top dix mondial cinq saisons consécutives, de 2003 à 2007, il atteint son meilleur classement en mars 2006, à la troisième place.
Il est le seul joueur de l’histoire à réussir l’exploit de battre dans le même tournoi Novak Djokovic, Roger Federer et Rafael Nadal lors du tournoi de Madrid de 2007.
Diminué par des blessures récurrentes, il annonce sa retraite sportive en 2013.

## Carrière

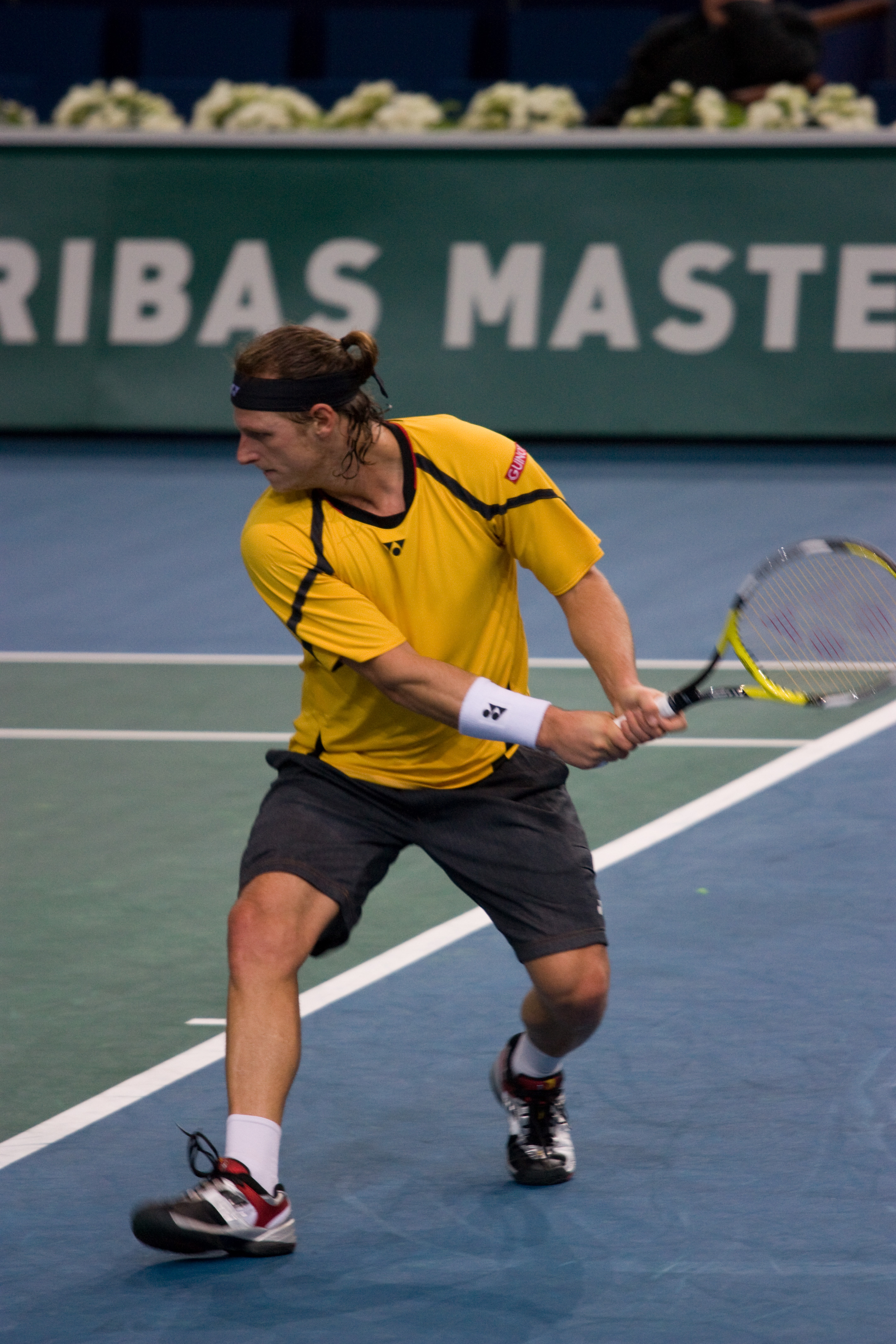
Nalbandian aux Masters de Paris-Bercy 2008.

Sa mère est italienne et son nom d'origine arménienne provient de son grand-père paternel émigré en Argentine, et qui a construit un court de tennis qui lui a permis de s’entraîner.
En 1998, il remporte l'US Open junior face à Roger Federer et atteint le classement de numéro trois mondial. En 1999, il est disqualifié en demi-finale du Wimbledon junior pour avoir manqué son match contre le futur vainqueur Jürgen Melzer en raison d'un changement d'horaire de la rencontre.
Nalbandian accède au circuit professionnel en 2000. L'année suivante, il entre dans le top 50 mondial.

### 2002: Finale à Wimbledon
En 2002, à seulement vingt-ans, il atteint la finale de Wimbledon après avoir écarté Xavier Malisse en demi-finale, mais il est largement battu par Lleyton Hewitt sur le score de 6–1, 6–3, 6–2. Pour ce tournoi, il s’était entraîné au club de cricket de Buenos Aires, transformé pour l'occasion en court de tennis provisoire. En demi-finale de la Coupe Davis, lui et son coéquipier Lucas Arnold Ker battent Ievgueni Kafelnikov et Marat Safin en 6 h 20 et établissent le record du match de double le plus long.

### 2003: Demi-finale à l'US Open et finale au Canada
Nalbandian entre dans le top dix mondial, à la huitième position, mais il subit à Roland-Garros la plus lourde défaite de sa carrière en Grand Chelem du point de vue de la différence de classement avec son adversaire : il s'incline en effet en cinq sets 3-6, 3-6, 6-4, 6-2, 1-6 face au modeste 208e mondial et local de l'épreuve Nicolas Coutelot ; même s'il inscrit finalement autant de points gagnants que le vainqueur (141), il échoue à sauver 8 balles de break sur 9.
L'Argentin brille désormais sur toutes les surfaces, lui permettant ainsi d'atteindre la finale du Masters 1000 de Toronto, au terme de laquelle il sera défait par Andy Roddick. À l'US Open, il bat en 1/8 de finale le Suisse Roger Federer, qui vient de remporter son premier titre du Grand Chelem à Wimbledon quelques semaines plus tôt, mais il rate une balle de match en demi-finale face au futur vainqueur de l'édition, Andy Roddick.

### 2004: Demi-finale à Roland Garros, finale à Rome et Madrid
Après une finale au Masters 1000 de Rome, concédée à Carlos Moya, il atteint la demi-finale à Roland Garros, mais s'incline contre toute attente face à son compatriote et futur champion Gaston Gaudio. Quelques mois plus tard, il se qualifie pour une nouvelle finale de Masters 1000, à Madrid, à l'issue de laquelle il est battu par le Russe Marat Safin.

### 2005: Exploit à la Masters Cup
Nalbandian s'impose comme un poids lourd du tennis mondial, atteignant trois quarts de finale en Grand Chelem, à l'Open d'Australie, Wimbledon et l'US Open. Le 20 novembre 2005, appelé pour remplacer Andy Roddick, il remporte le Masters de tennis masculin à Shanghai, en battant Roger Federer. Il comble à cette occasion un déficit de deux sets à zéro pour finalement s'imposer  6-7, 6-7, 6-2, 6-1, 7-6. Il met ainsi fin à une série de 24 victoires consécutives du Suisse dans des finales de tournois de l'ATP World Tour. Il est, avec Rafael Nadal, Richard Gasquet et Marat Safin, l'un des quatre joueurs ayant battu Roger Federer durant cette saison.

### 2006: Demi-finale à l'Open d'Australie, Roland-Garros et au Masters
L'Argentin réalise un parcours remarquable à l'Open d'Australie où il atteint les demi-finales. Il devient, avec Roger Federer et Marat Safin, l'un des quatre joueurs en activité à avoir atteint les demi-finales des quatre tournois du Grand Chelem, et atteint son meilleur classement à l'ATP : 3e.
Il entre également dans le dernier carré des Masters 1000 de Miami, Rome et Madrid, et s'offre une nouvelle demi-finale à Roland-Garros, cette fois dominé par Federer.
Lors du Masters, il devient le seul joueur de l'histoire à sortir de sa poule avec une seule victoire pour deux défaites, mais sera défait en demi-finale par James Blake.

### 2007: Victoire à Madrid et Paris-Bercy
Le 21 octobre 2007, Nalbandian bat de nouveau Roger Federer en finale, cette-fois au Masters Series de Madrid et met fin à une série de seize victoires du Suisse dans des tournois de l'ATP World Tour. Il s'impose dans ce tournoi en éliminant successivement le numéro 2 mondial, Rafael Nadal, le numéro 3 mondial, Novak Djokovic et en finale le numéro 1 mondial, Roger Federer, faisant de l'Argentin le seul joueur à réaliser cette performance sur une même compétition.
Le 4 novembre 2007, il bat Rafael Nadal 6-4, 6-0 en finale du tournoi de Bercy et met fin à une série de 25 victoires consécutives de l'Espagnol à Paris.
Depuis 1990 il devient le troisième joueur après Boris Becker en 1994 à Stockholm et Novak Djokovic à Montréal, à avoir battu les trois premiers au classement dans un même tournoi. Il finit l'année 9e et rate de peu une participation au Masters. L'état de grâce de Nalbandian est tel que certains joueurs arrivent à la conclusion que 2008 pourrait être l'année de sa consécration.

### 2008: La déception
2008 est cependant pour lui une saison en dents de scie, avec des défaites inattendues : il réalise l'un de ses pires résultats en Grand Chelem à Wimbledon 2008, où il est éliminé par Frank Dancevic dès le premier tour. Mais comme souvent, l'Argentin déploie ses ailes en fin de saison dans les tournois en salle : il atteint la finale de l'Open de Bâle, s'inclinant devant Roger Federer (6-3, 6-4). Le Masters de Paris-Bercy 2008 confirme cette tradition, où il bat successivement Nicolas Kiefer, Juan Martín del Potro, Andy Murray et Nikolay Davydenko. Il ne parvient pas à conserver son titre et s'incline en finale (6-3, 4-6, 6-4) devant Jo-Wilfried Tsonga, ce qui a pour conséquence sa non-qualification pour le Masters de Shanghai.
Il fait partie cette même année de l'équipe d'Argentine de Coupe Davis donné favorite pour la finale 2008 à domicile. Après sa victoire face à David Ferrer en baisse de régime, l'Espagne aligne trois victoires et remporte le trophée à la surprise générale sans Rafael Nadal. Nalbandian reçoit à cette occasion une amende de 10 000 dollars pour son refus de comparaître lors d'une conférence de presse après la défaite en double face aux Espagnols Fernando Verdasco et Feliciano López.

### 2009-2010: Blessure et retour
En dépit d'une victoire au tournoi de Sydney en janvier 2009, Nalbandian échoue dès le second tour à l'Open d'Australie. À Indian Wells, il perd contre Rafael Nadal pour la première fois après ses deux victoires de fin 2007. Lors de cette rencontre, il rate cinq balles de match et laisse filer la victoire au bout de 2 heures 54 de jeu : 3-6, 7-65, 6-0. À la suite d'une lésion de la hanche, il se fait opérer dans une clinique de Barcelone le 13 mai 2009. Blessé aux abdominaux à l'entraînement, son retour est reporté et il ne participe pas à l'Open d'Australie 2010.
Il revient sur le circuit en janvier 2010, après 8 mois de repos. Le 11 juillet 2010, il qualifie l'Argentine en demi-finale de la coupe Davis en battant Mikhail Youzhny en 3 sets. L'Argentine est opposée à la France en demi-finale du 17 au 19 septembre.
Début août, alors classé au-delà de la 100e place mondiale, il reçoit une wild card pour le Classic de Washington, où, surclassant tous ses adversaires et ne perdant qu'un set face à Gilles Simon en quarts de finale, il remporte son premier titre depuis un an et demi face au Chypriote Márcos Baghdatís. Au lendemain de cette victoire, David Nalbandian réintègre le top 100 du classement ATP, passant de la 117e à la 45e place.
Son succès en Amérique se poursuit aux Masters du Canada, où il élimine David Ferrer, puis Tommy Robredo et le numéro 5 mondial Robin Söderling. Il perd ensuite contre le quatrième mondial, Andy Murray, en 1/4 de finale. À Cincinnati, Nalbandian domine Ivan Ljubičić et John Isner. Il se qualifie ensuite pour les quarts de finale face au 3e mondial Novak Djokovic, après un bilan de 11 victoires pour une seule défaite depuis son retour en été, en Amérique, mais s'incline à nouveau. À l'US Open, il récolte encore deux victoires, battant Rik De Voest et Florent Serra, avant de s'incliner contre Fernando Verdasco.
Nalbandian joue ensuite une rencontre de la Coupe Davis contre la France, durant laquelle il perd contre Gaël Monfils en quatre sets. Puis, fin octobre, il s'aligne à Montpellier où il défait Marcel Granollers, avant d'être éliminé par le Français Gilles Simon. À Bâle, il bat Jan Hájek et Marin Čilić avant d'échouer face à Andy Roddick.
Il participe à son dernier tournoi de la saison aux Masters de Paris, où il bat encore une fois Granollers, avant qu'Andy Murray ne mette ensuite un terme à son tournoi et à sa saison. Il finit l'année 27e mondial, 37 positions plus haut que l'année précédente, et son meilleur classement depuis un an.

### 2011: Blessures et troisième finale en Coupe Davis
David Nalbandian commence l'année en tant que 27e mondial, avec l'objectif d'atteindre le top 10. Il débute à l'Open d'Auckland en Nouvelle-Zélande. En tant que 6e tête de série, il domine Fabio Fognini, Philipp Kohlschreiber, John Isner puis Nicolás Almagro sans perdre de set. Il s'incline cependant, en finale contre le favori David Ferrer. Sa performance le propulse au 21e rang mondial, et il redevient ensuite le no 1 argentin, aux dépens de Juan Martín del Potro, qui a été également blessé.
Lors du premier tour de l'Open d'Australie, Nalbandian affronte à nouveau l'un de ses meilleurs rivaux, l'Australien Lleyton Hewitt. Ce match, surnommé le « Choc des Titans » , est allé au cinquième set tout comme en 2005, mais cette fois-ci en faveur de Nalbandian. Au bout de 57 jeux et 4 h 47 de match, Nalbandian sauve deux balles de match et s'impose sur le score de 3-6, 6-4, 3-6, 7-6, 9-7. Les effets de ce duel se font ressentir au 2e tour, où il est contraint à l'abandon à cause de crampes et de fatigue, alors qu'il perd 1-6, 0-6, 0-2 contre Ričardas Berankis.
David Nalbandian, toujours 21e mondial, participe au tournoi de Santiago au Chili, pour la première fois en dix ans. Il commence la tournée sur terre battue en battant son compatriote Carlos Berlocq, avant de perdre contre un autre Argentin, Horacio Zeballos. À Buenos Aires, Nalbandian perd en quarts de finale face à Tommy Robredo. Il dispute ensuite un match de Coupe Davis, qu'il remporte en quatre manches contre le Roumain Adrian Ungur. En raison d'une déchirure aux ischio-jambiers et d'une hernie, Nalbandian manque les Masters d'Indian Wells, de Miami, de Monte-Carlo, de Madrid, et de Rome. Un virus finit par l'empêcher de participer à Roland-Garros.
Il participera néanmoins à l'édition 2011 de Wimbledon et commence sa tournée londonienne en battant au 1er tour l'Allemand Julian Reister (7-5, 6-2, 6-3). Au 2e tour il se défait de l'Autrichien Andreas Haider-Maurer en 4 sets. Au 3e tour il affronte le Suisse Roger Federer mais s'incline en trois sets.
Une nouvelle blessure empêche l'Argentin de briller sur la tournée américaine, au terme de laquelle il ne parvient pas à atteindre le troisième tour des compétitions. En fin de saison, il s'aligne pour une nouvelle finale de la Coupe Davis, une nouvelle fois perdue face à l'Espagne.

### 2012: Incident au Queen's.
Pour la première fois depuis quatre ans, Nalbandian atteint les quarts de finale du Masters 1000 d'Indian Wells, battu par Rafael Nadal.
Au mois de juin, David Nalbandian parvient en finale du tournoi londonien du Queen's face à Marin Čilić. Après le gain du premier set au tie break, il se trouve en bonne position pour remporter son premier titre sur gazon après sa finale perdue à Wimbledon il y a dix ans. Le Croate réalise le break à 3-3 dans le deuxième set, avant que l'Argentin, sous le coup de la frustration à la suite de la perte d'un point, assène un violent coup de pied contre un panneau publicitaire se trouvant devant un juge de ligne. Ce dernier sera légèrement blessé, ce qui vaudra une disqualification immédiate de l'Argentin, lequel n'avait plus gagné de titre ATP depuis 2010.

### 2013: Dernière saison
En début de saison, Nalbandian atteint la finale de l'Open du Brésil où il est dominé en finale par Rafael Nadal en deux sets.
En pénurie de résultats, et fortement handicapé par une blessure tenace à l'épaule droite, il est opéré au printemps. N'arrivant pas à récupérer intégralement de sa blessure pour évoluer au plus haut niveau, Nalbandian annonce la fin de sa carrière au début du mois d'octobre. Il est alors 231e joueur mondial.

## Style de jeu
Considéré par Richard Gasquet comme le meilleur joueur qu'il a rencontré durant sa carrière devant Roger Federer et Rafael Nadal, David Nalbandian fut réputé pour être un des joueurs les plus talentueux du circuit mais également un des plus grands gâchis de ce sport.
La caractéristique de l'argentin résidait dans un jeu de fond d'une remarquable efficacité de par la qualité et la diversité de son jeu. La qualité de frappe de ses balles, sachant parfaitement doser puissance, angle, profondeur et toucher, fut à ce titre particulièrement réputée. De même que sa grande pureté de jeu, lui permettant de renvoyer avec un certain contrôle les balles hautes et puissantes, en trouvant des angles aigus et particulièrement gênants pour l'adversaire. Selon Lionel Chamoulaud, l'habilité de Nalbandian résidait « dans un bras exceptionnel lui permettant de jouer tout en variation et déviation en produisant un tennis d'école ». Des atouts d'autant plus redoutés qu'ils étaient complétés par une excellente intelligence de jeu, un coup d’œil extraordinaire et un remarquable sens de l'anticipation.
Son revers à deux mains fut à ce titre son coup le plus réputé. Unanimement considéré comme un des meilleurs de l'histoire du tennis,, il fut caractérisé par une technique irréprochable permettant à l'argentin de toucher n'importe quelle zone du court avec un angle court-croisé et un revers long de ligne faisant figure de références en la matière. Doté d'une grande facilité et d'une réelle fluidité, il est également le plus puissant à ce jour avec un revers chronométré à 171km/h. David Nalbandian possédait également un coup droit très puissant et d'une grande précision, faisant dire à Richard Gasquet que "Nalbandian, c'est très, très fort des deux côtés. C'est assez incroyable comme impression". Le natif de Cordoba était enfin réputé pour être un des meilleurs relanceurs du circuit, arrivant régulièrement à effectuer sur les secondes balles adverses un coup très gênant, s'il n'est pas gagnant, et un volleyeur particulièrement habile du fait de son sens de l'anticipation et de son excellent toucher de balle. Ses amorties furent en outre très réputées.
Son émotivité, son comportement et sa faible endurance furent considérés comme les plus grandes faiblesses de l'argentin. À l'instar de Miroslav Mečíř ou Marcelo Ríos, il est considéré comme l'un des joueurs les plus talentueux à ne jamais avoir remporté de tournoi du Grand Chelem,.

## Palmarès

### En simple messieurs
| 11 titres en simple | 0 G. Chelem | 0 G. Chelem | 0 G. Chelem | 0 G. Chelem | 1 Masters | 1 Masters | 1 Masters   | 1 Masters   | 2 Masters 1000 | 2 Masters 1000 | 2 Masters 1000 | 2 Masters 1000 | 1 ATP 500          | 1 ATP 500          | 1 ATP 500          | 1 ATP 500          | 7 ATP 250          | 7 ATP 250          | 7 ATP 250      | 7 ATP 250      | 0 JO           | 0 JO           | 0 JO           | 0 JO           |
| 11 titres en simple | 5 sur dur   | 5 sur dur   | 5 sur dur   | 5 sur dur   | 5 sur dur | 5 sur dur | 0 sur gazon | 0 sur gazon | 0 sur gazon    | 0 sur gazon    | 0 sur gazon    | 0 sur gazon    | 4 sur terre battue | 4 sur terre battue | 4 sur terre battue | 4 sur terre battue | 4 sur terre battue | 4 sur terre battue | 2 sur moquette | 2 sur moquette | 2 sur moquette | 2 sur moquette | 2 sur moquette | 2 sur moquette |

### En double messieurs
| 2000 | 2001 | 2002 | 2003 | 2004 | 2005 | 2006 | 2007 | 2008 | 2009 | 2010 | 2011 | 2012 | 2013 |
| ---- | ---- | ---- | ---- | ---- | ---- | ---- | ---- | ---- | ---- | ---- | ---- | ---- | ---- |
| 245  | 47   | 12   | 8    | 9    | 6    | 8    | 9    | 11   | 64   | 27   | 64   | 82   | 229  |

## Confrontations avec ses principaux adversaires
Confrontations lors de tournois ATP, Grand Chelem, Jeux olympiques et Coupe Davis.

Entre parenthèses le meilleur classement du joueur.
- Roger Federer (1) : 8 victoires et 11 défaites, dernière confrontation : défaite 4-6, 2-6, 4-6 à Wimbledon 2011
- Rafael Nadal (1) : 2 victoires et 5 défaites, dernière confrontation : défaite 2-6, 3-6 à Săo Paulo 2013
- Novak Djokovic (1) : 1 victoire et 4 défaites, dernière confrontation : défaite 1-6, 67-7 au Masters de Cincinnati 2010
- Juan Carlos Ferrero (1) : 4 victoire et 3 défaites, dernière confrontation : victoire 6-3, 3-0 ab. à Buenos Aires 2009
- Lleyton Hewitt (1) : 3 victoire et 3 défaites, dernière confrontation : victoire 3-6, 6-4, 3-6, 7-61, 9-7 à l'Open d'Australie 2011
- Marat Safin (1) : 3 victoire et 6 défaites, dernière confrontation : victoire 6-4, 6-4, 6-4 en Coupe Davis 2006
- Andy Murray (2) : 2 victoires et 5 défaites, dernière confrontation : défaite 1-6, 6-4, 5-7 au Masters de Rome 2012
- David Ferrer (3) : 5 victoires et 9 défaites, dernière confrontation : défaite 6-2, 4-6, 0-6 à Buenos Aires 2013
- Nikolay Davydenko (3) : 7 victoires et 5 défaites, dernière confrontation : victoire 6-4, 7-65, 7-66 en Coupe Davis 2010

## Parcours dans les tournois duGrand Chelem

### En simple

#### Défaite (1)
| Année | Tournoi   | Adversaire en finale | Score         |
| 2002  | Wimbledon | Lleyton Hewitt       | 1-6, 3-6, 2-6 |

#### Historique
| Année | Open d'Australie | Open d'Australie | Internationaux de France | Internationaux de France | Wimbledon       | Wimbledon     | US Open         | US Open       |
| ----- | ---------------- | ---------------- | ------------------------ | ------------------------ | --------------- | ------------- | --------------- | ------------- |
| 2001  | —                | —                | —                        | —                        | —               | —             | 3e tour (1/16)  | I. Kafelnikov |
| 2002  | 2e tour (1/32)   | W. Ferreira      | 3e tour (1/16)           | M. Safin                 | Finale          | L. Hewitt     | 1er tour (1/64) | S. Sargsian   |
| 2003  | 1/4 de finale    | R. Schüttler     | 2e tour (1/32)           | N. Coutelot              | 1/8 de finale   | T. Henman     | 1/2 finale      | A. Roddick    |
| 2004  | 1/4 de finale    | R. Federer       | 1/2 finale               | G. Gaudio                | —               | —             | 2e tour (1/32)  | M. Youzhny    |
| 2005  | 1/4 de finale    | L. Hewitt        | 1/8 de finale            | V. Hănescu               | 1/4 de finale   | T. Johansson  | 1/4 de finale   | R. Federer    |
| 2006  | 1/2 finale       | M. Baghdatís     | 1/2 finale               | R. Federer               | 3e tour (1/16)  | F. Verdasco   | 2e tour (1/32)  | M. Safin      |
| 2007  | 1/8 de finale    | T. Haas          | 1/8 de finale            | N. Davydenko             | 3e tour (1/16)  | M. Baghdatís  | 3e tour (1/16)  | D. Ferrer     |
| 2008  | 3e tour (1/16)   | J. C. Ferrero    | 2e tour (1/32)           | J. Chardy                | 1er tour (1/64) | F. Dancevic   | 3e tour (1/16)  | G. Monfils    |
| 2009  | 2e tour (1/32)   | Lu Y-h.          | —                        | —                        | —               | —             | —               | —             |
| 2010  | —                | —                | —                        | —                        | —               | —             | 3e tour (1/16)  | F. Verdasco   |
| 2011  | 2e tour (1/32)   | R. Berankis      | —                        | —                        | 3e tour (1/16)  | R. Federer    | 3e tour (1/16)  | R. Nadal      |
| 2012  | 2e tour (1/32)   | J. Isner         | 1er tour (1/64)          | A. Ungur                 | 1er tour (1/64) | J. Tipsarević | —               | —             |

N.B. : à droite du résultat se trouve le nom de l'ultime adversaire.

### En double
| Année | Open d'Australie                                                                         | Open d'Australie                                                                | Internationaux de France                                                    | Internationaux de France | Wimbledon                                                                           | Wimbledon | US Open | US Open |
| ----- | ---------------------------------------------------------------------------------------- | ------------------------------------------------------------------------------- | --------------------------------------------------------------------------- | ------------------------ | ----------------------------------------------------------------------------------- | --------- | ------- | ------- |
| 2003  | 1er tour (1/32) L. Arnold Ker \|\| style="text-align:left;" \| S. Schalken J. van Lottum | 1er tour (1/32) M. García \|\| style="text-align:left;" \| M. Llodra F. Santoro | 2e tour (1/16) M. García \|\| style="text-align:left;" \| B. Bryan M. Bryan | —                        | —                                                                                   |           |         |         |
| 2004  | —                                                                                        | —                                                                               | —                                                                           | —                        | —                                                                                   | —         | —       | —       |
| 2005  | —                                                                                        | —                                                                               | —                                                                           | —                        | —                                                                                   | —         | —       | —       |
| 2006  | —                                                                                        | —                                                                               | —                                                                           | —                        | 1er tour (1/32) L. Arnold Ker \|\| style="text-align:left;" \| M. Knowles D. Nestor | —         | —       |         |

N.B. : le nom du ou de la partenaire se trouve sous le résultat ; les noms des ultimes adversaires se trouvent à droite.

## Parcours auxMasters
| Année | Lieu     | Résultat    | Tour                     | Adversaires                                                                 | Victoire / Défaite        | Scores                                                               |
| ----- | -------- | ----------- | ------------------------ | --------------------------------------------------------------------------- | ------------------------- | -------------------------------------------------------------------- |
| 2003  | Houston  | Round Robin | RR RR RR                 | Andre Agassi Roger Federer Juan Carlos Ferrero                              | Défaite Défaite Victoire  | 610-7, 6-3, 4-6 3-6, 0-6 6-3, 6-1                                    |
| 2005  | Shanghai | Vainqueur   | Finale Demi-finale RR RR | Roger Federer Nikolay Davydenko Ivan Ljubičić Guillermo Coria Roger Federer | Victoire Victoire Défaite | 64-7, 611-7, 6-2, 6-1, 7-63 6-0, 7-5 6-2, 6-2 7-5, 6-4 3-6, 6-2, 4-6 |
| 2006  | Shanghai | Demi-finale | Demi-finale RR RR        | James Blake Andy Roddick Ivan Ljubičić Roger Federer                        | Défaite Victoire Défaite  | 4-6, 1-6 6-2, 7-64 7-5, 67-7, 5-7 6-3, 1-6, 1-6                      |

## Parcours dans lesMasters 1000
| Année | Indian Wells                | Miami                  | Monte-Carlo                | Rome                  | Hambourg puis Madrid  | Canada                    | Cincinnati                | Stuttgart puis Madrid puis Shanghai | Paris               |
| ----- | --------------------------- | ---------------------- | -------------------------- | --------------------- | --------------------- | ------------------------- | ------------------------- | ----------------------------------- | ------------------- |
| 2000  | —                           | 1er tour J. Courier    | —                          | —                     | —                     | —                         | —                         | —                                   | —                   |
| 2001  | —                           | 1er tour W. Arthurs    | —                          | —                     | —                     | —                         | —                         | —                                   | —                   |
| 2002  | 2e tour R. Schüttler        | 1er tour F. Squillari  | 1/8 de finale M. Safin     | 2e tour S. Grosjean   | 1er tour A. Martín    | 1/4 de finale A. Roddick  | 1er tour J. Nieminen      | 1/8 de finale F. Santoro            | 2e tour M. Safin    |
| 2003  | 1er tour J. I. Chela        | 3e tour Y. El Aynaoui  | 2e tour F. Volandri        | 1er tour F. Mantilla  | 1/2 finale A. Calleri | Finale A. Roddick         | 1/4 de finale M. Fish     | —                                   | —                   |
| 2004  | —                           | —                      | 1/4 de finale G. Coria     | Finale C. Moyà        | 1er tour D. Ferrer    | 1er tour M. Youzhny       | —                         | Finale M. Safin                     | —                   |
| 2005  | 1/8 de finale N. Kiefer     | 3e tour D. Ferrer      | —                          | 1er tour F. Santoro   | 1er tour R. Söderling | 2e tour K. Beck           | 2e tour F. González       | 1/2 finale I. Ljubičić              | 2e tour T. Haas     |
| 2006  | 1/8 de finale P. Srichaphan | 1/2 finale I. Ljubičić | 1/8 de finale T. Robredo   | 1/2 finale R. Federer | —                     | 1er tour D. Sanguinetti   | 2e tour S. Wawrinka       | 1/2 finale R. Federer               | —                   |
| 2007  | 1/8 de finale I. Ljubičić   | 3e tour J. Nieminen    | 2e tour P. Kohlschreiber   | —                     | —                     | 1/8 de finale N. Djokovic | 1er tour C. Moyà          | Victoire R. Federer                 | Victoire R. Nadal   |
| 2008  | 1/4 de finale M. Fish       | 2e tour X. Malisse     | 1/4 de finale R. Federer   | 2e tour N. Almagro    | —                     | —                         | —                         | 1/8 de finale J. M. del Potro       | Finale J.-W. Tsonga |
| 2009  | 1/8 de finale R. Nadal      | 2e tour V. Troicki     | 1/8 de finale N. Davydenko | —                     | —                     | —                         | —                         | —                                   | —                   |
| 2010  | 2e tour J. Melzer           | 3e tour R. Nadal       | 1/4 de finale N. Djokovic  | —                     | —                     | 1/4 de finale A. Murray   | 1/8 de finale N. Djokovic | —                                   | 2e tour A. Murray   |
| 2011  | —                           | —                      | —                          | —                     | —                     | 1er tour S. Wawrinka      | 2e tour A. Murray         | 2e tour F. Mayer                    | —                   |
| 2012  | 1/4 de finale R. Nadal      | 2e tour J. Tipsarević  | —                          | 2e tour A. Murray     | 1er tour M. Raonic    | 1er tour T. Haas          | 1er tour T. Haas          | —                                   | —                   |
| 2013  | 2e tour J. Janowicz         | 1er tour J. Nieminen   | —                          | —                     | —                     | —                         | —                         | —                                   | —                   |

N.B. : sous le résultat se trouve le nom de l’ultime adversaire.

## Bilan des performances en simple
| Tournoi                     | 2000                                 | 2001                                 | 2002                                 | 2003                                 | 2004                                 | 2005                                 | 2006                                 | 2007                                 | 2008                                 | 2009 | 2010 | 2011 | 2012 | 2013 | Carrière Vic.-Def. |
| --------------------------- | ------------------------------------ | ------------------------------------ | ------------------------------------ | ------------------------------------ | ------------------------------------ | ------------------------------------ | ------------------------------------ | ------------------------------------ | ------------------------------------ | ---- | ---- | ---- | ---- | ---- | ------------------ |
| Open d'Australie            | A                                    | A                                    | 2R                                   | QF                                   | QF                                   | QF                                   | DF                                   | 4R                                   | 3R                                   | 2R   | A    | 2R   | 2R   | A    | 27-9               |
| Roland-Garros               | A                                    | A                                    | 3R                                   | 2R                                   | DF                                   | 4R                                   | DF                                   | 4R                                   | 2R                                   | A    | A    | A    | 1R   | A    | 20-8               |
| Wimbledon                   | A                                    | A                                    | F                                    | 4R                                   | A                                    | QF                                   | 3R                                   | 3R                                   | 1R                                   | A    | A    | 3R   | 1R   | A    | 29-7               |
| US Open                     | A                                    | 3R                                   | 1R                                   | DF                                   | 2R                                   | QF                                   | 2R                                   | 3R                                   | 3R                                   | A    | 3R   | 3R   | A    | A    | 17-8               |
| Grand Chelem Vic.-Def.1     | 0-0                                  | 2-1                                  | 9-4                                  | 13-4                                 | 10-3                                 | 15-4                                 | 13-4                                 | 10-4                                 | 5-4                                  | 1-1  | 2-1  | 5-3  | 1-2  | 0-0  | 93-36              |
| Masters d'Indian Wells      | A                                    | A                                    | 2R                                   | 1R                                   | A                                    | 4R                                   | 4R                                   | 4R                                   | QF                                   | 4R   | 2R   | A    | QF   | 2R   | 18-10              |
| Masters de Miami            | 1R                                   | 1R                                   | 1R                                   | 3R                                   | A                                    | 3R                                   | DF                                   | 3R                                   | 2R                                   | 2R   | 3R   | A    | 2R   | 1R   | 10-12              |
| Masters de Monte-Carlo      | A                                    | A                                    | 3R                                   | 2R                                   | QF                                   | A                                    | 3R                                   | 2R                                   | QF                                   | 3R   | QF   | A    | A    | A    | 13-7               |
| Masters de Rome             | A                                    | A                                    | 2R                                   | 1R                                   | F                                    | 1R                                   | DF                                   | A                                    | 1R                                   | A    | A    | A    | 2R   | A    | 11-7               |
| Masters de Madrid           | A                                    | A                                    | 3R                                   | A                                    | F                                    | DF                                   | DF                                   | W                                    | 3R                                   | A    | A    | A    | 1R   | A    | 23-7               |
| Tournoi de tennis du Canada | A                                    | A                                    | QF                                   | F                                    | 1R                                   | 2R                                   | 1R                                   | 3R                                   | A                                    | A    | QF   | 1R   | 1R   | A    | 14-9               |
| Masters de Cincinnati       | A                                    | A                                    | 1R                                   | QF                                   | A                                    | 2R                                   | 2R                                   | 1R                                   | A                                    | A    | 3R   | 2R   | 1R   | A    | 8-8                |
| Masters de Shanghai         | le tournoi n'est pas un masters 1000 | le tournoi n'est pas un masters 1000 | le tournoi n'est pas un masters 1000 | le tournoi n'est pas un masters 1000 | le tournoi n'est pas un masters 1000 | le tournoi n'est pas un masters 1000 | le tournoi n'est pas un masters 1000 | le tournoi n'est pas un masters 1000 | le tournoi n'est pas un masters 1000 | A    | A    | 2R   | A    | A    | 1-1                |
| Masters de Paris            | A                                    | A                                    | 2R                                   | A                                    | A                                    | 2R                                   | A                                    | W                                    | F                                    | A    | 2R   | A    | A    | A    | 12-4               |
| Masters de Hambourg         | A                                    | A                                    | 1R                                   | DF                                   | 1R                                   | 1R                                   | A                                    | A                                    | A                                    | Fini | Fini | Fini | Fini | Fini | 4-4                |
| Masters                     | A                                    | A                                    | A                                    | RR                                   | A                                    | W                                    | DF                                   | A                                    | A                                    | A    | A    | A    | A    | A    | 6-6                |
| Total des titres            | 0                                    | 0                                    | 2                                    | 0                                    | 0                                    | 2                                    | 1                                    | 2                                    | 2                                    | 1    | 1    | 0    | 0    | 0    | 11                 |
| Classement fin de saison    | 248                                  | 47                                   | 12                                   | 8                                    | 9                                    | 6                                    | 8                                    | 9                                    | 11                                   | 64   | 27   | 64   | 81   | 229  | -                  |

A (Absent) = n'a pas participé au tournoi.

1. Le total de victoires n'inclut pas les forfaits d'adversaire, mais uniquement les abandons (règle de l'ATP).

## Victoires sur le top 3
| #  |       | Lieu | Lieu                  | Année | Surface      | Adversaire | Adversaire          | Rang | Tour | Score                       |
| -- | ----- | ---- | --------------------- | ----- | ------------ | ---------- | ------------------- | ---- | ---- | --------------------------- |
| 1  | no 47 |      | Estoril               | 2002  | Terre battue |            | Juan Carlos Ferrero | no 3 | 1/8  | 4-6, 6-4, 7-64              |
| 2  | no 14 |      | Masters de Cincinnati | 2003  | Dur          |            | Roger Federer       | no 2 | 1/16 | 7-64, 7-65                  |
| 3  | no 13 |      | US Open               | 2003  | Dur          |            | Roger Federer       | no 2 | 1/8  | 3-6, 7-61, 6-4, 6-3         |
| 4  | no 9  |      | Bâle                  | 2003  | Moquette (i) |            | Andy Roddick        | no 2 | DF   | 7-5, 7-5                    |
| 5  | no 8  |      | Masters à Houston     | 2003  | Dur          |            | Juan Carlos Ferrero | no 2 | RR   | 6-3, 6-1                    |
| 6  | no 10 |      | Coupe Davis à Sydney  | 2005  | Gazon        |            | Lleyton Hewitt      | no 2 | QF   | 6-2, 4-6, 6-4               |
| 7  | no 8  |      | Masters à Shanghai    | 2005  | Moquette (i) |            | Roger Federer       | no 1 | F    | 6-74, 6-711, 6-2, 6-1, 7-63 |
| 8  | no 8  |      | Coupe Davis à Moscou  | 2006  | Moquette (i) |            | Nikolay Davydenko   | no 3 | F    | 6-2, 6-2, 4-6, 6-4          |
| 9  | no 25 |      | Masters de Madrid     | 2007  | Dur (i)      |            | Rafael Nadal        | no 2 | 1/4  | 6-1, 6-2                    |
| 10 | no 25 |      | Masters de Madrid     | 2007  | Dur (i)      |            | Novak Djokovic      | no 3 | DF   | 6-4, 7-64                   |
| 11 | no 25 |      | Masters de Madrid     | 2007  | Dur (i)      |            | Roger Federer       | no 1 | F    | 1-6, 6-3, 6-3               |
| 12 | no 21 |      | Masters de Paris      | 2007  | Dur (i)      |            | Roger Federer       | no 1 | 1/8  | 6-4, 7-63                   |
| 13 | no 21 |      | Masters de Paris      | 2007  | Dur (i)      |            | Rafael Nadal        | no 2 | F    | 6-4, 6-0                    |

- En 2009, il manque 5 balles de match contre Nadal, alors no 1 mondial.